# 7536 Fahrenheit
A 7536 Fahrenheit (ideiglenes jelöléssel 1995 WB7) a Naprendszer kisbolygóövében található aszteroida. Yoshisada Shimizu és Urata Takesi fedezte fel 1995. november 21-én.